# Diane Roelofsen
Diane Roelofsen Ordelmans (17 mei 1975) is een Nederlandse voormalige handbalster. 
Ze speelde sinds januari 2000 in de Duitse 1. Bundesliga achtereenvolgens bij Bayer 04 Leverkusen, TV Lützellinden, 1. FC Nürnberg en PSV Rostock. In 2006 deed ze een stap terug naar de 2. Bundesliga en ging ze spelen bij VfL Wolfsburg. In januari 2007 maakte ze de overstap naar TSV Bayer 04 Leverkusen, dat uitkwam in de 1. Bundesliga. In het seizoen 2007/2008 kwam ze uit voor DJK/MJC Trier in de 1. Bundesliga. Op 33-jarige leeftijd besloot ze haar carrière na het seizoen 2007/2008 te beëindigen.
Diane Roelofsen speelde 212 interlands voor het Nederlands team, waarin ze 300 keer scoorde. Met het Nederlandse team behaalde ze op het wereldkampioenschap van 2005 in Rusland de 5e plaats. In 2006 werd Roelofsen benoemd tot Lid van Verdienste van het NHV.
Diane Roelofsen is getrouwd geweest met de Nederlandse voetbaltrainer Robert Roelofsen. Rond 2011 is het paar gescheiden.

## Onderscheidingen
- Lid van Verdienste van het NHV: 2006[4]